# كابياء صغيرة أنديزية
كابياء صغيرة أنديزية (الاسم العلمي:Microcavia niata) هي نوع من الحيوانات يتبع جنس كابياء صغيرة من فصيلة الكابيائية.